# Biaix sistèmic

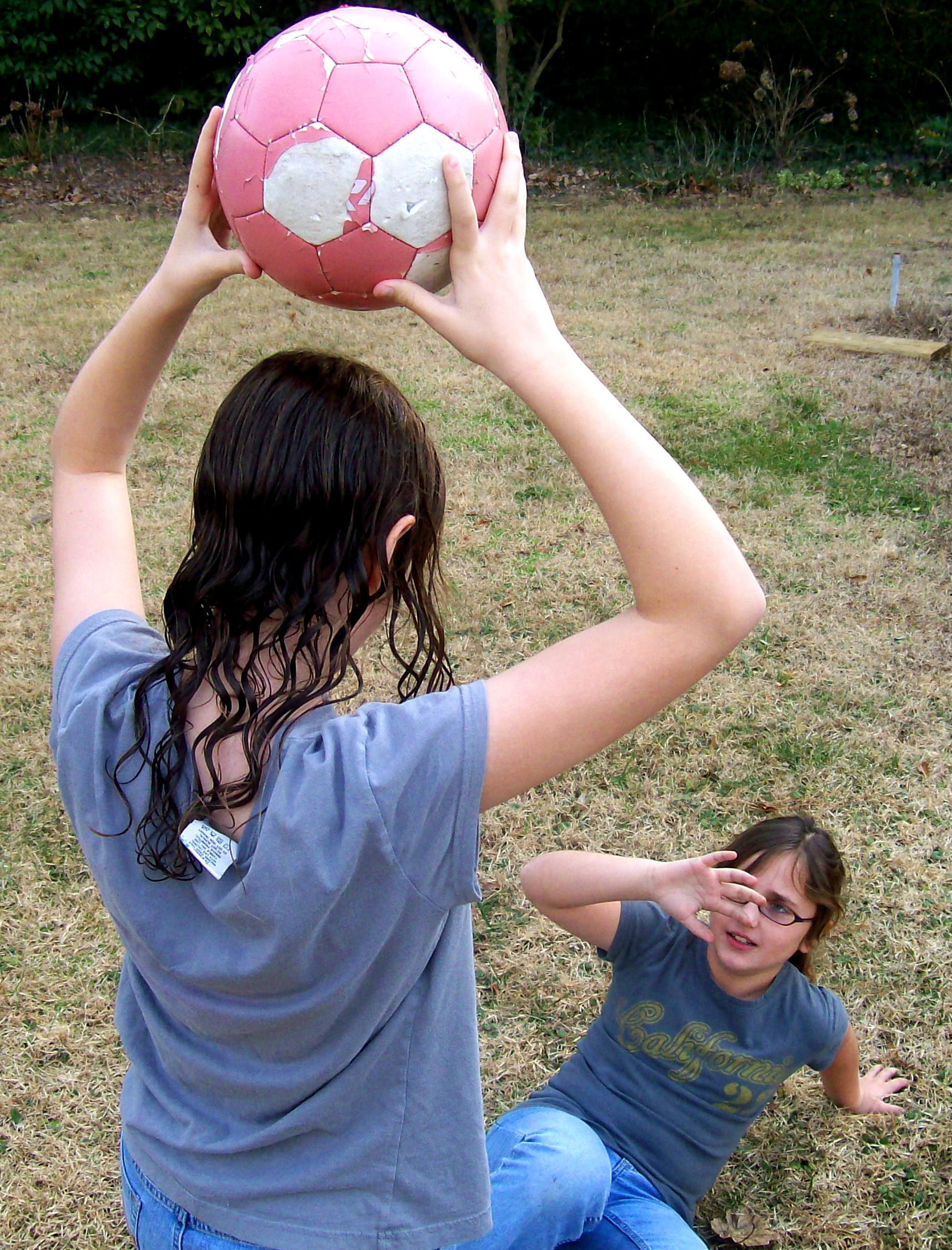
L'Assetjament escolar implica un patró repetit de comportaments nocius dirigits cap a un individu

El biaix sistèmic, també anomenat biaix institucional, i que està relacionat amb el biaix estructural, és la tendència inherent d'un procés a afavorir resultats determinats. El terme es refereix generalment a sistemes humans com ara institucions. Les qüestions del biaix sistèmic són tractades àmpliament en el camp de l'economia de l'organització industrial. El biaix sistèmic té un paper en el racisme sistèmic, una forma de racisme incrustada com a pràctica normal dins de la societat o una organització.
No s'ha de confondre amb el biaix equivalent en sistemes no humans, com ara instruments de mesura o models matemàtics utilitzats per estimar quantitats físiques, sovint anomenats biaixos sistemàtics.

## A les institucions
El biaix cognitiu és inherent a les experiències, lleialtats i relacions de les persones en la seva vida diària, i s'observen constantment nous biaixos en l'àmbit ètic i polític. Per exemple, l'objectiu de l'acció afirmativa als Estats Units és contrarestar els biaixos relacionats amb el gènere, la raça i l'ètnia, obrint la participació institucional a persones amb una àmplia gamma de procedències i, per tant, més punts de vista.
A l'Índia, les castes i tribus reconegudes tenen la intenció d'abordar el biaix sistèmic causat pel controvertit sistema de castes, un sistema centrat en la discriminació organitzada basada en la seva ascendència, a diferència del sistema que l'acció afirmativa pretén contrarestar. Tant el sistema de reconeixement com l'acció afirmativa obliguen a la contractació de ciutadans dins dels grups designats.
No obstant això, sense restriccions suficients basades en la posició socioeconòmica real dels beneficiaris de l'ajut proporcionat, aquests tipus de sistemes poden suposadament provocar la institucionalització involuntària d'una forma invertida del mateix biaix sistèmic, que funciona contra l'objectiu de fer oberta la participació institucional a persones amb diversitat d'origen.
L'entrenament del biaix inconscient s'ha tornat habitual en moltes organitzacions, que poden abordar el biaix tant sistèmic com estructural. El biaix estructural pot ser inherent a les pràctiques i polítiques de l'organització, com ara les pràctiques de contractació que afavoreixen les xarxes socials o una política de preparació que desavantatge les persones amb cabells amb textura afro.

## Principals causes
L'estudi del biaix sistèmic com a part del camp titulat comportament organitzatiu en l'economia d'organitzacions industrials s'estudia en diverses modalitats principals tant en institucions sense ànim de lucre com amb ànim de lucre. El que preocupa és que es puguin desenvolupar patrons de comportament dins de les grans institucions que esdevinguin perjudicials per a la productivitat i la viabilitat de les institucions més grans de les quals es desenvolupen, així com per a la comunitat que ocupen. Les tres grans categories d'estudi del comportament organitzatiu desadaptatiu i del biaix sistèmic són el comportament contraproduent del treball, el maltractament dels recursos humans i la millora del comportament inductor de l'estrès.

### Comportament de treball contraproduent
El comportament laboral contraproduent, o CWB en anglès, consisteix en un comportament dels empleats que perjudica o té la intenció de perjudicar les organitzacions i les persones de les organitzacions.

### Maltractament dels recursos humans
Hi ha diversos tipus de maltractaments que pateixen els empleats a les organitzacions.

#### Supervisió abusiva
La supervisió abusiva és la mesura en què un supervisor participa en un patró de comportament que perjudica els subordinats.

#### Assetjament escolar
Tot i que les definicions d'assetjament escolar varien, implica un patró repetit de comportaments nocius dirigits cap a un individu.

#### Incivisme
L'incivisme consisteix en comportaments descortesos i grollers de baixa intensitat amb una intenció ambigua de dany que infringeix les normes de comportament adequat al lloc de treball.

#### Assetjament sexual
L'assetjament sexual és un comportament que denigra o maltracta una persona a causa del seu gènere, crea un lloc de treball ofensiu i interfereix amb la possibilitat que la persona faci el seu treball.

#### Estrès
L'estrès laboral es refereix al desequilibri entre les demandes (aspectes de la feina que requereixen esforç mental o físic) i els recursos que ajuden a fer front a aquestes demandes.

## Vers el biaix sistemàtic
La diferència entre les paraules sistèmic i sistemàtic és una mica ambigua.
En enginyeria i mecànica computacional, la paraula biaix s'utilitza de vegades com a sinònim d'error sistemàtic. En aquest cas, el biaix es refereix al resultat d'una mesura o càlcul, més que a l'instrument de mesura o al mètode computacional.